# Cap d'Astarac
Cap d'Astarac is een fusiegemeente (commune nouvelle) in het Franse departement Gers in de regio Occitanie. De plaats maakt deel uit van het arrondissement Mirande.  is op 1 januari 2025 ontstaan door de fusie van de gemeenten Cabas-Loumasses, Monbardon, Saint-Blancard en Sarcos. De hoofdplaats van de gemeente is Saint-Blancard.

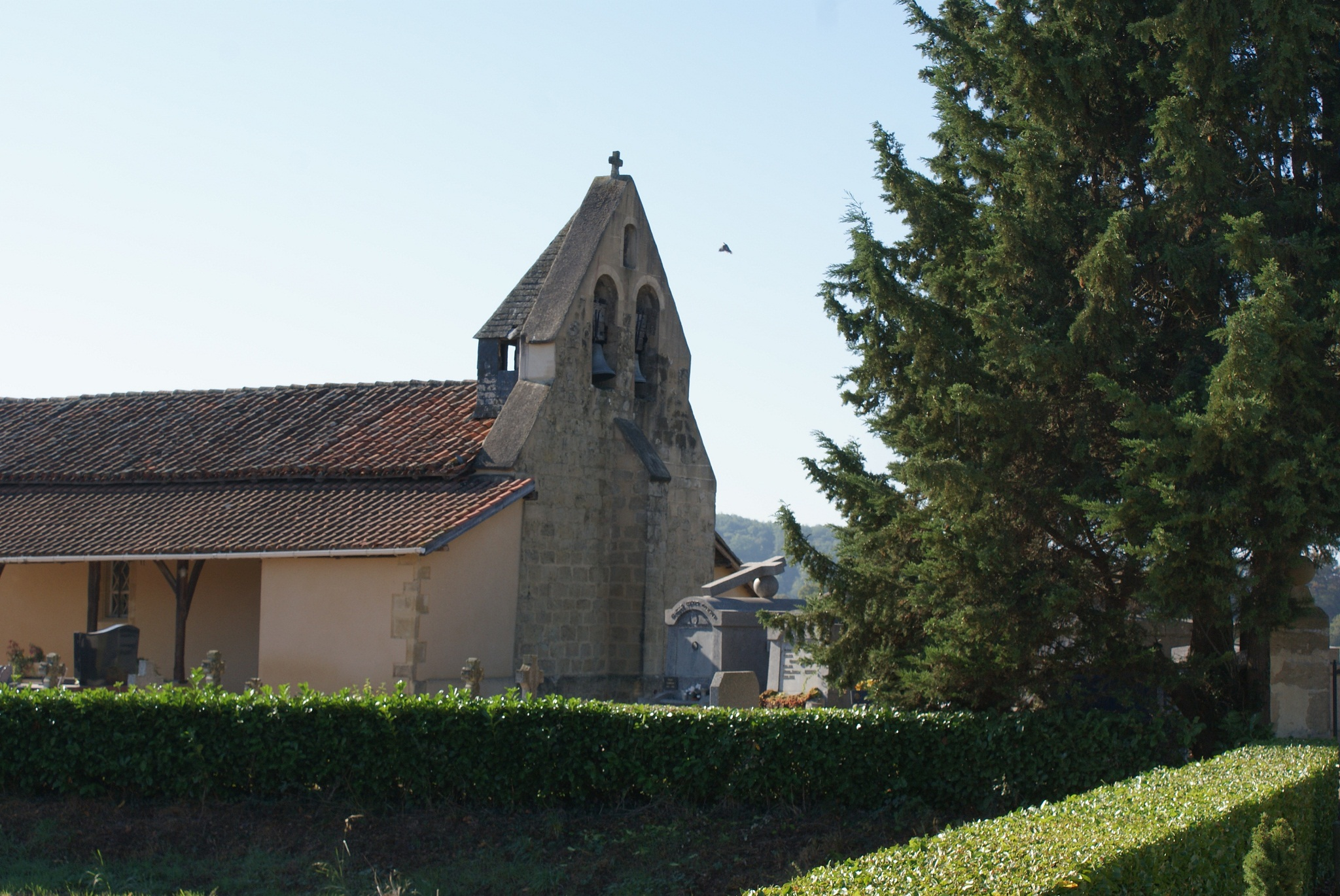
Kerk van Cabas-Loumassès
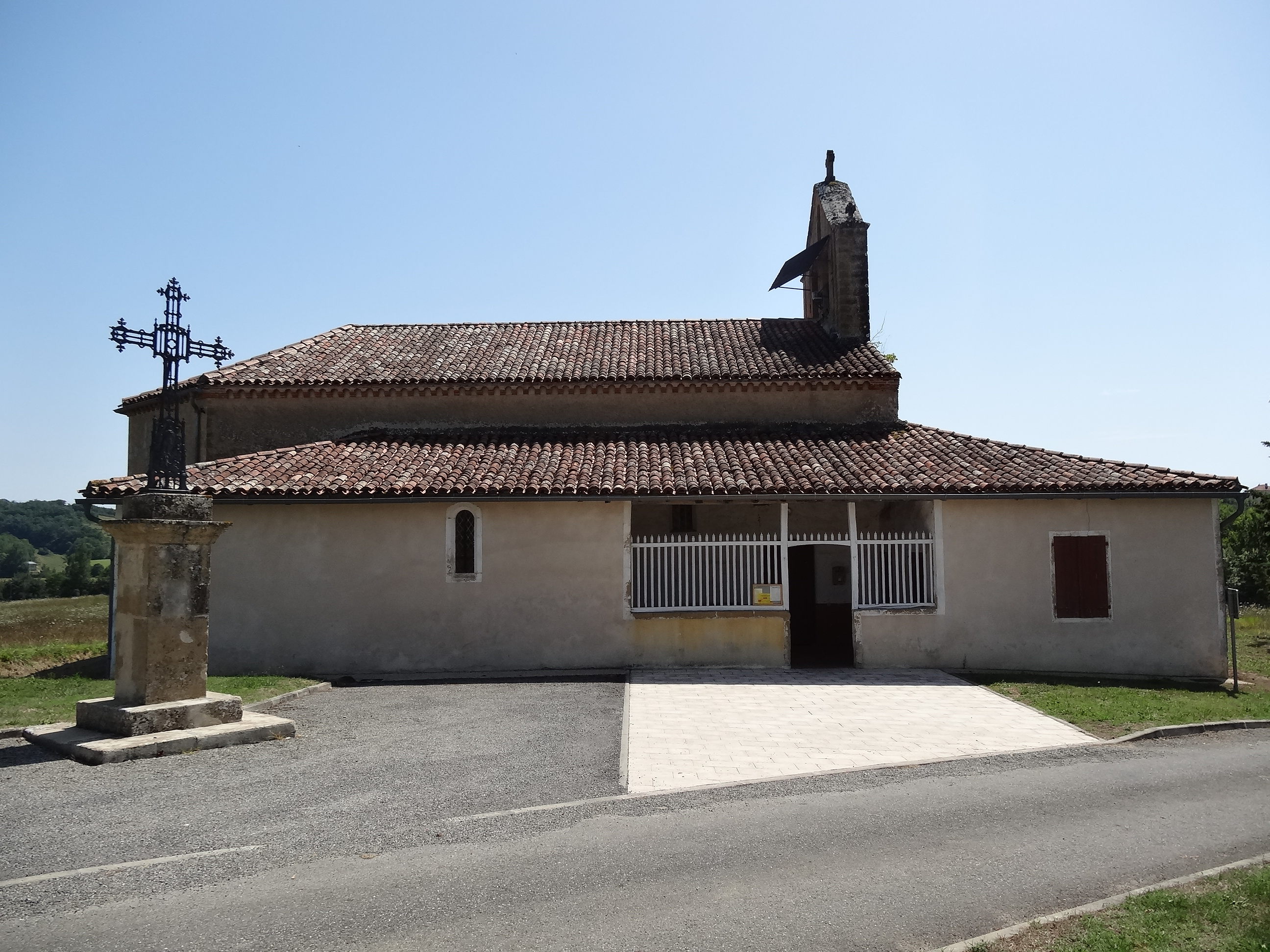
Kerk van Monbardon
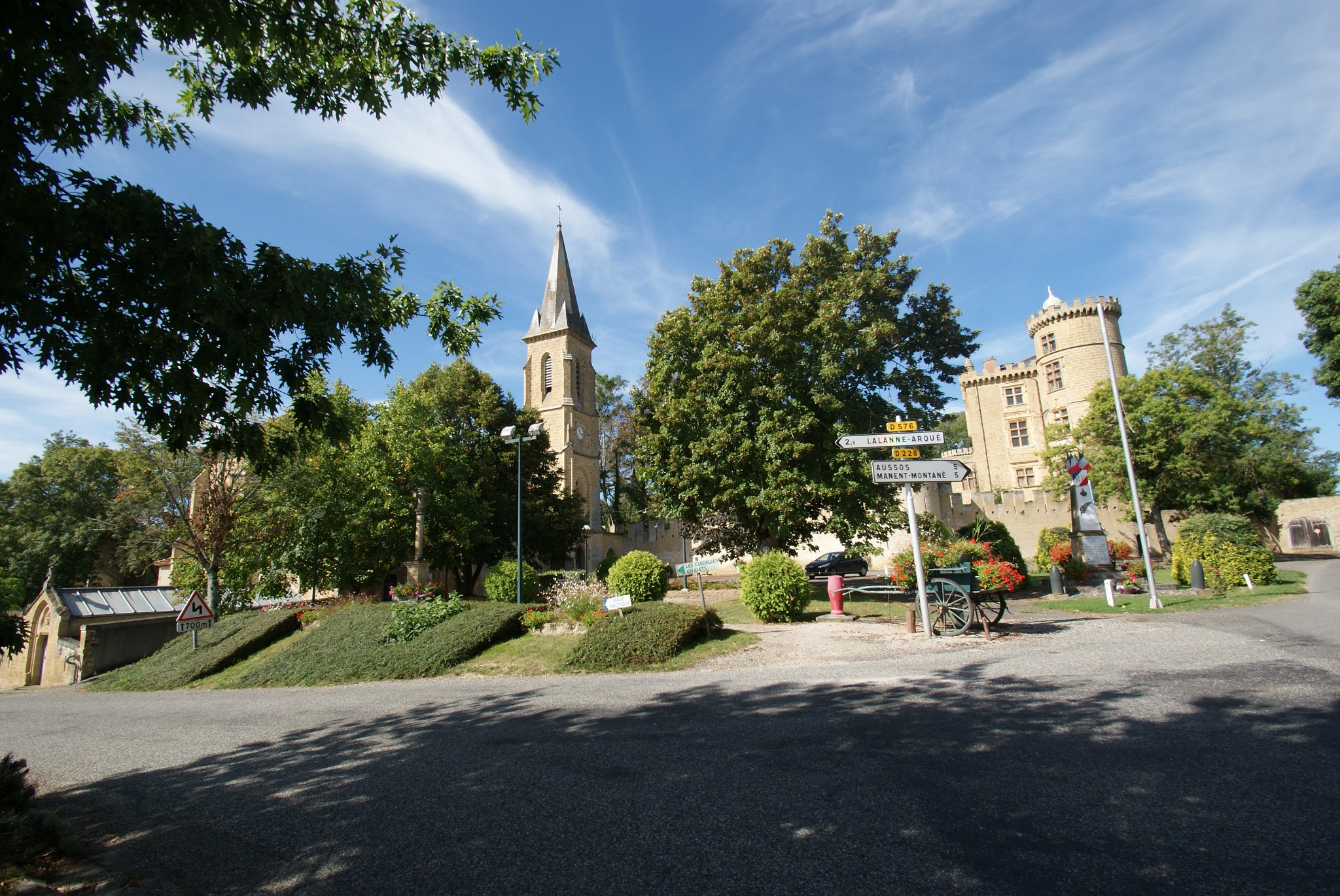
Kerk van Saint-Blancard
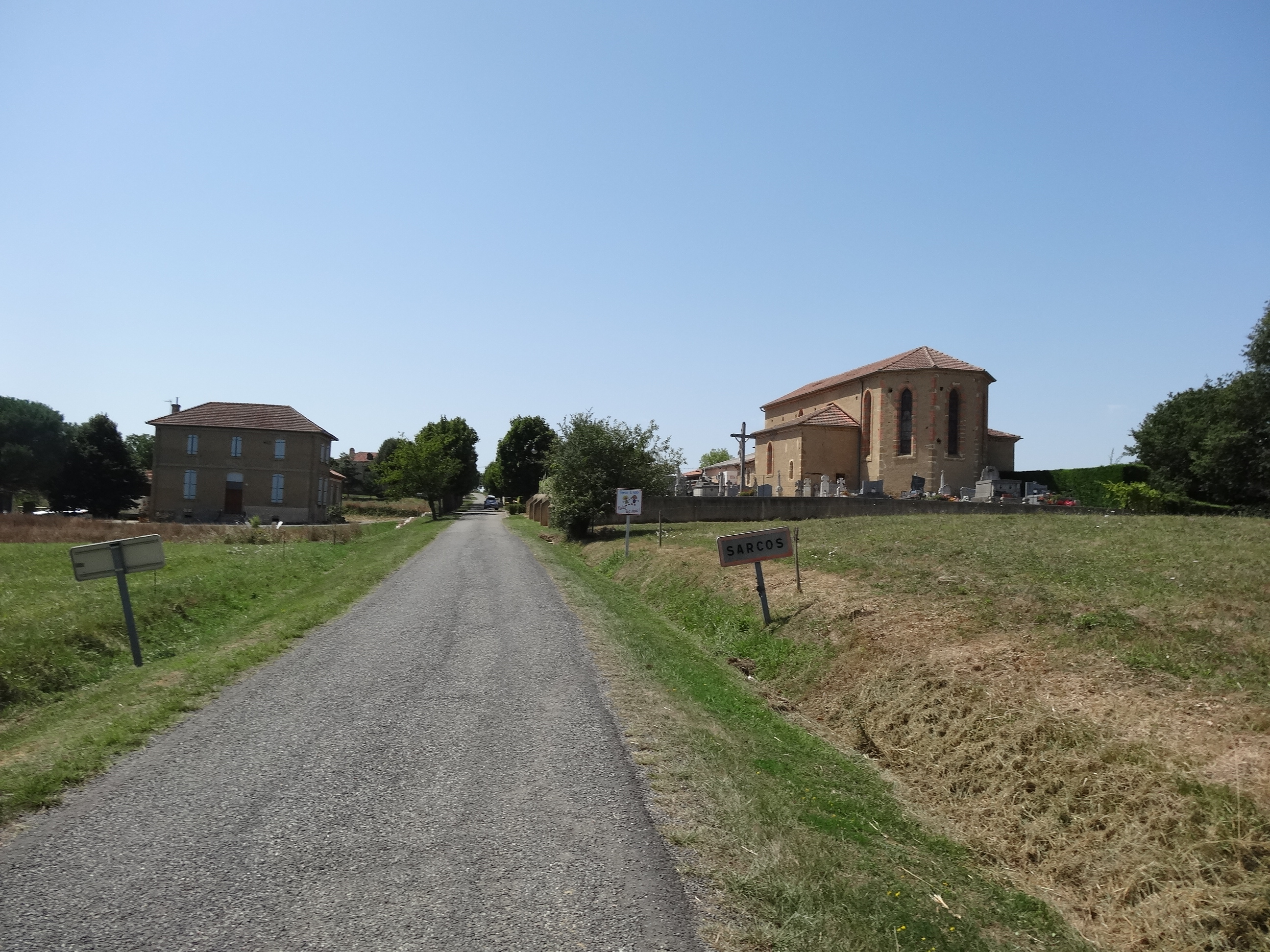
Kerk van Sarcos